# Jeffrey Wimmer
Jeffrey Wimmer (* 1972 in Regensburg) ist ein deutscher Sozial-, Medien- und Kommunikationswissenschaftler.

## Leben
Wimmer studierte von 1994 bis 2000 Sozialwissenschaften an der Wirtschafts- und Sozialwissenschaftlichen Fakultät der Universität Erlangen-Nürnberg (Diplom 1999). Forschungspraktika des Deutschen Akademischen Austauschdienstes (DAAD) führten ihn nach Buenos Aires und Bangalore. Von 2000 bis 2006 war er Wissenschaftlicher Mitarbeiter bei der Kommunikationswissenschaftlerin Romy Fröhlich am Institut für Kommunikationswissenschaft und Medienforschung der Ludwig-Maximilians-Universität München. 2006/07 war er Lehrkraft für besondere Aufgaben am Institut für Publizistik und Kommunikationswissenschaft der FU Berlin. 2007 wurde er an der LMU München mit der Dissertation Mythos Gegenöffentlichkeit zum Dr. phil. (magna cum laude) promoviert. Danach war er Postdoc am Institut für Medien, Kommunikation und Information (IMKI) der Universität Bremen.
Seit 2009 ist er Juniorprofessor für Kommunikationswissenschaft mit Schwerpunkt Virtuelle Welten am Fachgebiet Public Relations und Technikkommunikation der Fakultät für Wirtschaftswissenschaften und Medien der TU Ilmenau. 2012/13 vertrat er die Professur für Kommunikationswissenschaft an der Leuphana Universität Lüneburg und 2013 bis 2016 die Professur für Kommunikationswissenschaft mit Schwerpunkt Public Relations/Technikkommunikation an der TU Ilmenau. Während dieser Zeit war er dort auch Mitglied des Vorstandes des Instituts für Medien und Mobilkommunikation (IMMK). Im Sommersemester 2016 war er ebendort Professor, übernahm aber im Oktober 2016 die Professur für Kommunikationswissenschaft mit Schwerpunkt Medienrealität an der Universität Augsburg.
Von 2008 bis 2014 war er Chair bzw. Vice Chair der Section Communication and Democracy in der European Communication Research and Education Association (ECREA) und von 2009 bis 2015 Sprecher bzz. stellvertretender Sprecher der Fachgruppe Soziologie der Medienkommunikation in der Deutschen Gesellschaft für Publizistik- und Kommunikationswissenschaft (DGPuK). Von 2012 bis 2015 war er Beiratsmitglied von Studies in Communication, gegenwärtig gehört er dem Editorial Board von Communication Management Quarterly und dem wissenschaftlichen Beirat von medienbewusst.de sowie den Programmkomitees von Future and Reality of Gaming und Clash of Realities an. Wimmer ist als Reviewer für verschiedener Fachzeitschriften, Forschungseinrichtungen und Fachgesellschaften tätig.
Seit Juni 2021 ist er Vorstandsmitglied beim MedienCampus Bayern, dem zentralen Verein für Medienaus- und -fortbildung in Bayern.

## Schriften (Auswahl)
- (Gegen-)Öffentlichkeit in der Mediengesellschaft. Analyse eines medialen Spannungsverhältnisses. VS Verlag für Sozialwissenschaften, Wiesbaden 2007, ISBN 978-3-531-15374-2.
- Massenphänomen Computerspiele. Soziale, kulturelle und wirtschaftliche Aspekte. UKW-Verlagsgesellschaft, Konstanz 2013, ISBN 978-3-86764-088-6.
- mit Konstantin Mitgutsch, Simon Huber, Michael G. Wagner, Herbert Rosensting (Hrsg.): Context Matters! Proceedings of the Vienna Games Conference 2013. Exploring and Reframing Games and Play in Context.  new academic press, Wien 2013, ISBN 978-3-7003-1864-4.
- mit Maren Hartmann (Hrsg.): Medienkommunikation in Bewegung. Mobilisierung, mobile Medien, kommunikative Mobilität (= Medien – Kultur – Kommunikation). Springer VS, Wiesbaden 2014, ISBN 978-3-531-19374-8.
- mit Andreas Hepp, Friedrich Krotz, Swantje Lingenberg (Hrsg.): Handbuch Cultural Studies und Medienanalyse (= Medien – Kultur – Kommunikation). Springer VS, Wiesbaden 2015, ISBN 978-3-531-18347-3.